# Catharina Svensson

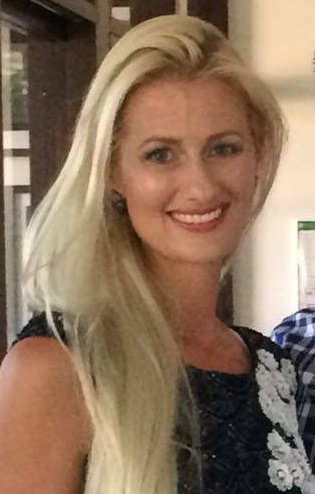
Catharina Svensson im Jahr 2005

Catharina Svensson (* 24. Juli 1982, in Kopenhagen, Dänemark) ist ein dänisch-schwedisches Model und Anwältin. Sie wurde 2001 zur ersten Miss Earth gewählt.

## Leben & Karriere
2001 wurde Brink in Quezon City zur ersten Miss Earth gewählt. Sie befand sich zu diesem Zeitpunkt noch im Anwaltsstudium. Nach ihrer Wahl zur Miss Earth beendete sie ihr Anwaltsstudium und arbeitete zuerst in Stockholm, dann in Kopenhagen.
2015 nahm sie als Teil der Jury an der Wahl der fünften Miss Earth und 2016 der Face of Denmark teil.
Sie heiratete am 6. Oktober 2007 den schwedischen Dressurreiter Jan Brink. Sie haben zwei gemeinsame Kinder, Angelina und Oliver.